# El Orgullo de Pinkie
«Pinkie Pride» (titulada: El Orgullo de Pinkie en Hispanoamérica y en España) es el duodécimo episodio de la cuarta temporada de la serie de televisión animada canadiense-estadounidense My Little Pony: La magia de la amistad, y el septuagésimo séptimo episodio de la serie en general. Fue dirigido por Jayson Thiessen, codirigido por Jim Miller, y su guion fue escrito por Amy Keating Rogers a partir de una historia de Thiessen. Fue producido por Sarah Wall y Devon Cody.
El episodio se centra en Pinkie Pie (con la voz de Andrea Libman), cuyos planes para organizar una fiesta de cumpleaños para Rainbow Dash (Ashleigh Ball) se ven interrumpidos por un pony igualmente enérgico, Cheese Sandwich ("Weird Al" Yankovic), lo que lleva a Pinkie Pie a defender su orgullo como organizadora de fiestas en un «festi-duelo».
La participación de Yankovic en el episodio fue el resultado de interacciones en Twitter entre él y Jayson Thiessen. Emitido el 1 de febrero de 2014 en Hub Network, «Pinkie Pride» fue visto por 459 000 personas y obtuvo elogios de los críticos, quienes elogiaron las caracterizaciones de Pinkie Pie y Cheese Sandwich.

## Trama
Mientras supervisa una fiesta extravagante que ha organizado en Appleloosa, el planificador de fiestas Cheese Sandwich siente que se está organizando una fiesta en Ponyville, donde Pinkie Pie está organizando una fiesta para su amiga Rainbow Dash, celebrando tanto el cumpleaños de esta última como el aniversario de cuando ella se mudó a Ponyville. Pinkie promete organizarle a Rainbow Dash la mejor fiesta de "cumple-versario" cuando aparece Cheese y se presenta como el principal planificador de fiestas en Equestria. Aunque inicialmente se alegra al conocer un organizador de fiestas como ella, Pinkie se molesta cuando Cheese cautiva a la gente del pueblo con sus habilidades para organizar fiestas, lo que hace que sus amigos la abandonen para ir a la fiesta de Cheese.
Cheese comienza a construir un enorme escenario para la fiesta de Rainbow Dash, mientras casi todos lo ayudan a construirlo. Dudando de sus propias habilidades para hacer fiestas, Pinkie intenta varios trabajos extraños en Ponyville que fracasan. Regresa a casa abatida y comienza a guardar los artículos para la fiesta antes de mirar fotografías enmarcadas que muestran varias fiestas que ha organizado en el pasado. Con confianza renovada, Pinkie desafía a Cheese a un enfrentamiento de tonterías ("Festi-Duelo"), declarando que el ganador será nombrado el mejor planificador de fiestas y encabezará la fiesta de Rainbow Dash. Cheese acepta y Rainbow Dash se convierte en la jueza de la competencia. Los dos tratan de superarse mutuamente con actuaciones cada vez más tontas y elaboradas hasta que Pinkie accidentalmente deja caer una piñata gigante sobre Rainbow Dash. Pinkie se da cuenta de que su orgullo se ha interpuesto en el camino de la fiesta de Rainbow Dash y y pierde el "festi-duelo" contra Cheese.
Pinkie empaca sus pertenencias y se prepara para irse de Ponyville, decidiendo dejar que Cheese tome su lugar. Rainbow Dash y sus otras amigas la detienen, quienes se disculpan por descuidarla, pero Pinkie responde que es su culpa y se disculpa por su orgullo destructivo. Sin embargo, sus amigos afirman que, si bien ambos son talentosos organizadores de fiestas, Cheese nunca podría reemplazarla como su amiga. Cheese llega y también se disculpa, asegurando que nunca quiso hacerle daño, sino que quería impresionarla con su fiesta; confiesa que, contrariamente a sus afirmaciones anteriores de ser un fiestero toda su vida, era extremadamente tímido cuando era un potro, hasta que se topó con una fiesta organizada por Pinkie, lo que lo inspiró a convertirse en organizador de fiestas. Pinkie y Cheese hacen las paces y trabajan juntos para organizar la fiesta de Rainbow Dash antes de que Cheese se vaya, dejando a Pinkie su preciado pollo de goma llamado "Boneless" como regalo.

## Producción
El episodio fue revelado por primera vez por el vicepresidente de desarrollo de Hasbro, Mike Vogel, durante un panel en San Diego Comic Con International en julio de 2013, donde insinuó sobre un episodio musical en la temporada 4 en el que "alguien le hará [Pinkie Pie] una carrera por hacer la mejor fiesta."  La participación de "Weird Al" Yankovic en el episodio surgió de una publicación  de una parodia musical en Twitter, donde había vinculado un video musical creado por el usuario con escenas de los episodios de Friendship Is Magic ambientados en " Polkarama!", uno de sus polka. popurrí. El tuit fue descubierto por el coproductor ejecutivo Jayson Thiessen, quien publicó una respuesta preguntándole al músico si estaría interesado en la idea de ser un invitado intérprete de un personaje en el programa, ya que "Weird Al y My Little Pony parecen ir muy bien juntos." Luego de recibir una respuesta positiva de los fanáticos de la serie, Thiessen recibió un mensaje privado de Yankovic aproximadamente un año después, expresando su interés en participar. En el episodio, Yankovic interpreta a un personaje llamado Cheese Sandwich, que se presenta como un rival de Pinkie Pie en el ámbito del servicio de fiestas. En un "Ask me Anything" de Reddit sobre el lanzamiento de su siguiente álbum, Mandatory Fun, Yankovic declaró que "se divirtió mucho" actuando como Cheese Sandwich y que estaba "extremadamente feliz" con el episodio, y que estaría encantado de volver a interpretar el papel si los showrunners lo necesitan. Yankovic volvería a interpretar al personaje en 2019 para un episodio de la temporada 9: "The Last Laugh".
El episodio fue escrito por Amy Keating Rogers basándose en una idea de Jayson Thiessen. En una entrevista con USA Today, Thiessen dijo que lo habían dado «todo» con la animación del episodio, que contenía «un par de cosas especiales que nunca habíamos hecho antes», y que el episodio también «tenía grandes canciones». En el sótano de Thiessen se filmó un breve corte de acción en vivo con una versión de animal de globo en vivo bailando del pollo de goma Boneless de Cheese Sandwich (hecho con globos y arroz).

### Canciones
El episodio es un musical que presenta seis canciones con música de Daniel Ingram. Las letras de las canciones fueron escritas originalmente por Amy Keating Rogers y modificadas por Ingram. Rogers escribió la letra de varias canciones con otras melodías en mente: «Pinkie the Party Planner» se basó en «Belle» de La Bella y la Bestia; «The Super Duper Party Pony» de «Supercalifragilisticexpialidocious» de Mary Poppins; «Pinkie's Lament» en «Don't Cry for Me Argentina» de Evita, «The Goof Off» en «Together (wherever we go)» interpretada en The Brady Bunch, y «Make a Wish» en «Raise Your Glass» de Pink. Mientras que Shannon Chan-Kent cantó como Pinkie en la mayoría de las canciones, la actriz de voz habitual del personaje, Andrea Libman, interpretó al personaje durante «The Goof Off». Ingram grabó las canciones del personaje Cheese Sandwich con Yankovic en Los Ángeles. Una versión completa de la canción «Make a Wish» está incluida en el álbum Songs of Ponyville.
1. «Pinkie the Party Planner»
2. «The Super Duper Party Pony»
3. «Pinkie's Lament»
4. «The Goof Off»
5. «Cheese Confesses»
6. «Make a Wish»

Steffan Andrews y David Corman ayudaron con la orquestación y los arreglos de todas las canciones excepto «Make a Wish».

## Estreno y recepción
«Pinkie Pride» se emitió el 1 de febrero de 2014 en Hub Network. Según las calificaciones de hogares de Nielsen, el episodio fue visto por 459 000 personas y aproximadamente el 0,3 por ciento de los hogares en los Estados Unidos.
El episodio recibió críticas positivas de los críticos. Daniel Alvarez de Unleash the Fanboy le dio al episodio una calificación de 4.5 de 5 estrellas, calificándolo como un «episodio realmente bueno y una muy buena mirada a Pinkie Pie como personaje», y elogiando la caracterización de Cheese Sandwich y su rivalidad con Pinkie, al tiempo que señaló la representación «mala» de los amigos de Pinkie como un detalle menor. Raymond Gallant de Freakin 'Awesome Network otorgó al episodio una calificación de 10 sobre 10, considerándolo «unonde los mejores de la temporada». Al notar la interpretación «tonta» de Pinkie en otros episodios, Gallant elogió su «buen corazón», que opinó que le daba mejor caracterización. También elogió el humor del episodio, el papel de Yankovic como «una versión masculina de Pinkie Pie» y el uso de secuencias musicales en el episodio comparándolo con el episodio musical anterior «Magical Mystery Cure», escribiendo, «la historia tuvo su oportunidad de respirar, y se construyo mucho mejor con todas las canciones añadidas». Ingram y Andrews fueron nominados para un premio Leo 2014 a la «Mejor partitura musical en un programa o serie de animación».

## Medios domésticos
El episodio fue parte del conjunto de DVD de la temporada 4 de Shout! Factory que se lanzó el 2 de diciembre de 2014, así como el DVD «Adventures of the Cutie Mark Crusaders», que se lanzó el 24 de febrero de 2015. «The Super Duper Party Pony» también forma parte del álbum Medium Rarities de Yankovic, que forma parte de Squeeze Box: The Complete Works of "Weird Al" Yankovic.